# FC Trinity Zlín
FC Trinity Zlín este un club profesionist de fotbal din Cehia, cu sediul în Zlín, din regiunea Moravia. Clubul a petrecut cele mai multe sezoane în prima ligă a țării, atât în prima ligă cehoslovacă, cât și ulterior în prima ligă cehă. În prezent, joacă în prima ligă cehă.

## Palmares
| Național | Competiții              | Cea mai bună clasare | Sezoane          |
| -------- | ----------------------- | -------------------- | ---------------- |
| Național | Cupa Cehiei             | Campioni :           | 2017             |
| Național | Cupa Cehiei             | Semifinale:          | 2003, 2007, 2018 |
| Național | Supercupa Cehoslovaciei | Campioni :           | 2017             |
| Național | Cupa Cehoslovaciei      | Campioni :           | 1970             |

## Cupe
Cele mai mari realizări obținute de  Fastav Zlín în cupele naționale ale Cehiei și fosta Cehoslovacia.
| An         | Club Sportiv | Scor       | Adversar          | Penalty    |
| Semifinale | Semifinale   | Semifinale | Semifinale        | Semifinale |
| ---------- | ------------ | ---------- | ----------------- | ---------- |
| 2003       | Fastav Zlín  | 1 - 1      | Jablonec          | 4 - 5      |
| 2007       | Fastav Zlín  | 1 - 2      | Sparta Praga      | -          |
| 2017       | Fastav Zlín  | 1 - 0      | Slavia Praga      | -          |
| 2018       | Fastav Zlín  | 0 - 1      | Jablonec          | -          |
| Finale     |              |            |                   |            |
| 1970       | Fastav Zlín  | 1 - 1      | Slovan Bratislava | 4 - 3      |
| 2017       | Fastav Zlín  | 1 - 0      | Opava             | -          |
| 2017       | Fastav Zlín  | 1 - 1      | Slovan Bratislava | 6 - 5      |